# ملعب شكري سراج أوغلو

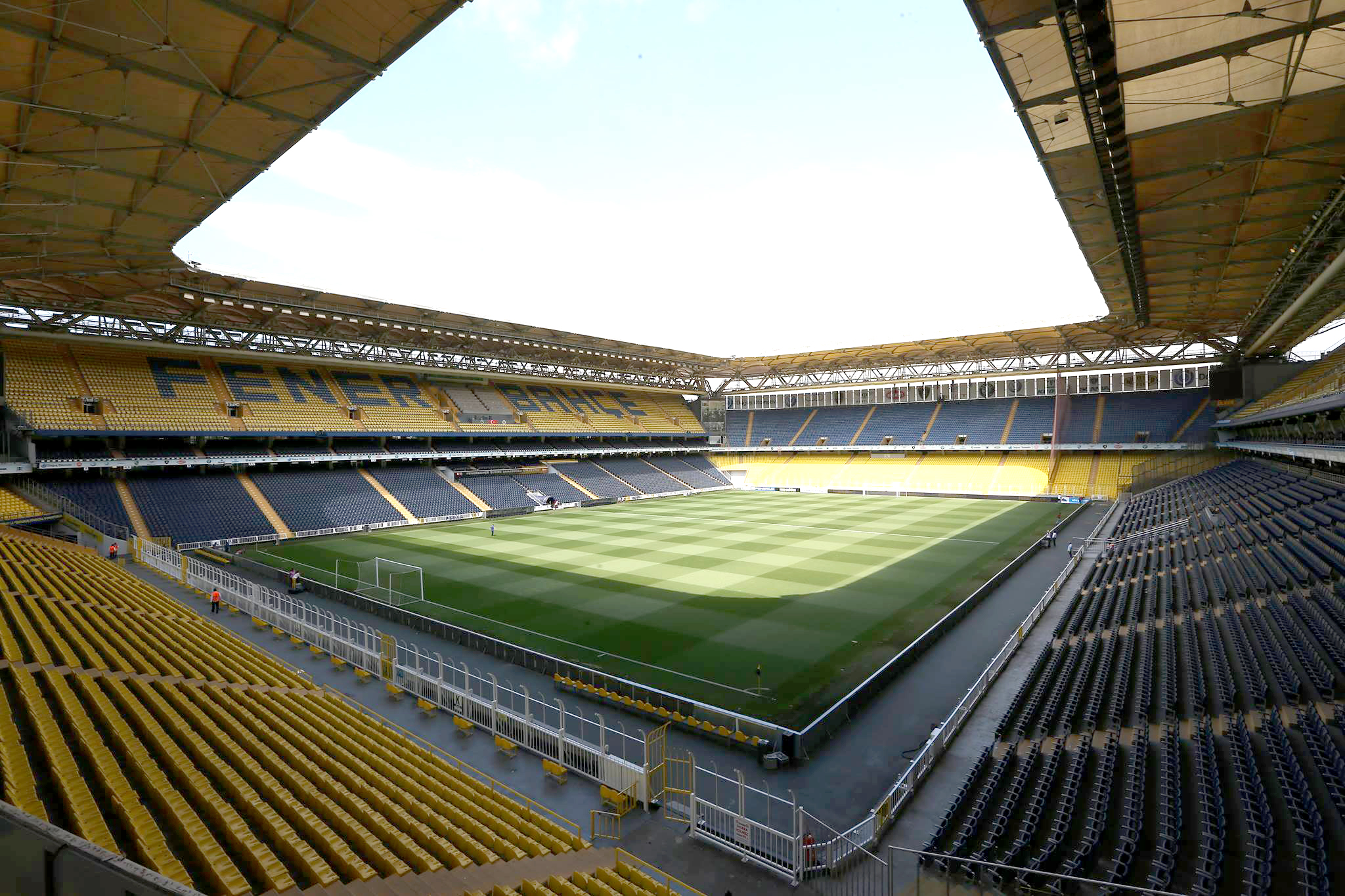
ملعب شكري سراج أوغلو

ملعب شكري سراج أوغلو هو ملعب نادي فنار باغجه لكرة قدم. يقع في مقاطعة كاديكوي في مدينة إسطنبول، تركيا.

## تاريخ الملعب
افتُتح الملعب في عام 1908, وجُدد بين عامي 1999-2006. اختير في أكتوبر عام 2006 ليحتضن مباراة نهائي كأس الاتحاد الأوروبي, ودخل بذلك التاريخ لكونه احتضن آخر مباراة لتلك البطولة، حيث استبدلت ببطولة دوري أوروبا في الموسم الذي تلاه (2009-2010). بعد احتضانه تلك المباراة، رُكب للملعب سقف متحرك كما ازدادت طاقته الإستيعابية لتفوق 50,000 متفرج.
تكلفة بناء الملعب وتطويره فاقت 96 مليون دولار. يُعتبر الملعب من فئة الملاعب 5 نجوم.

## مجموعة صور

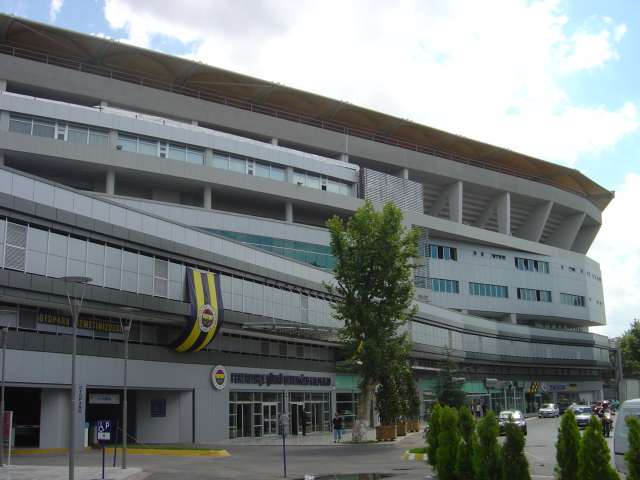
مدخل الملعب
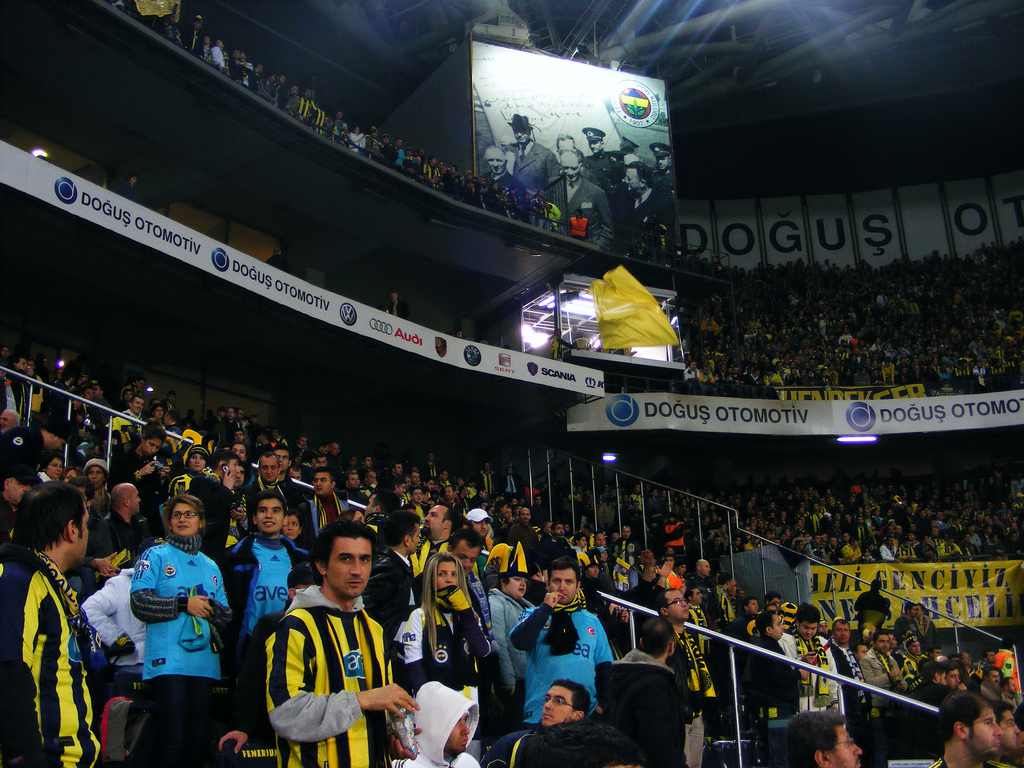
الملعب من الداخل
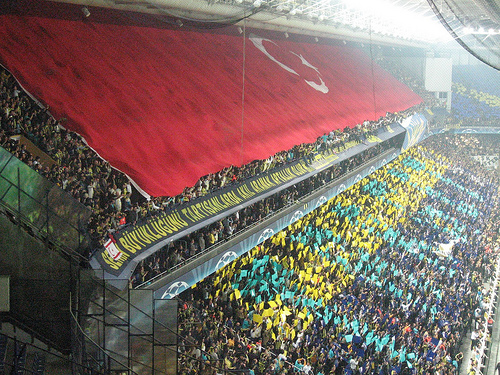
الملعب من الداخل
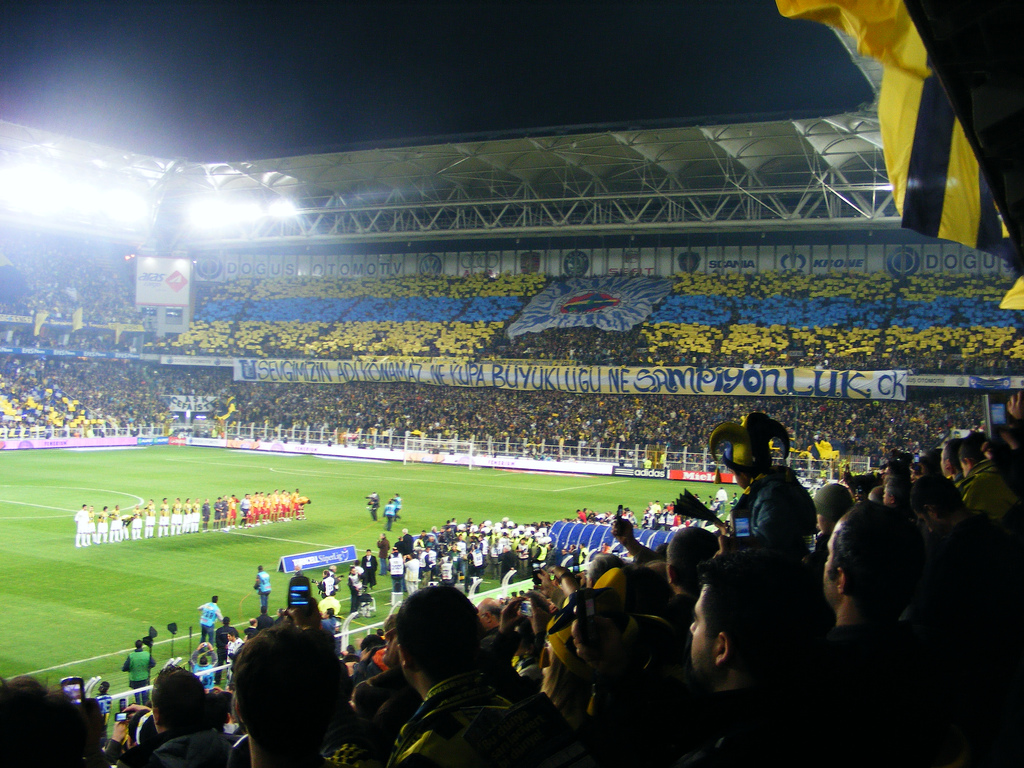
الملعب من الداخل
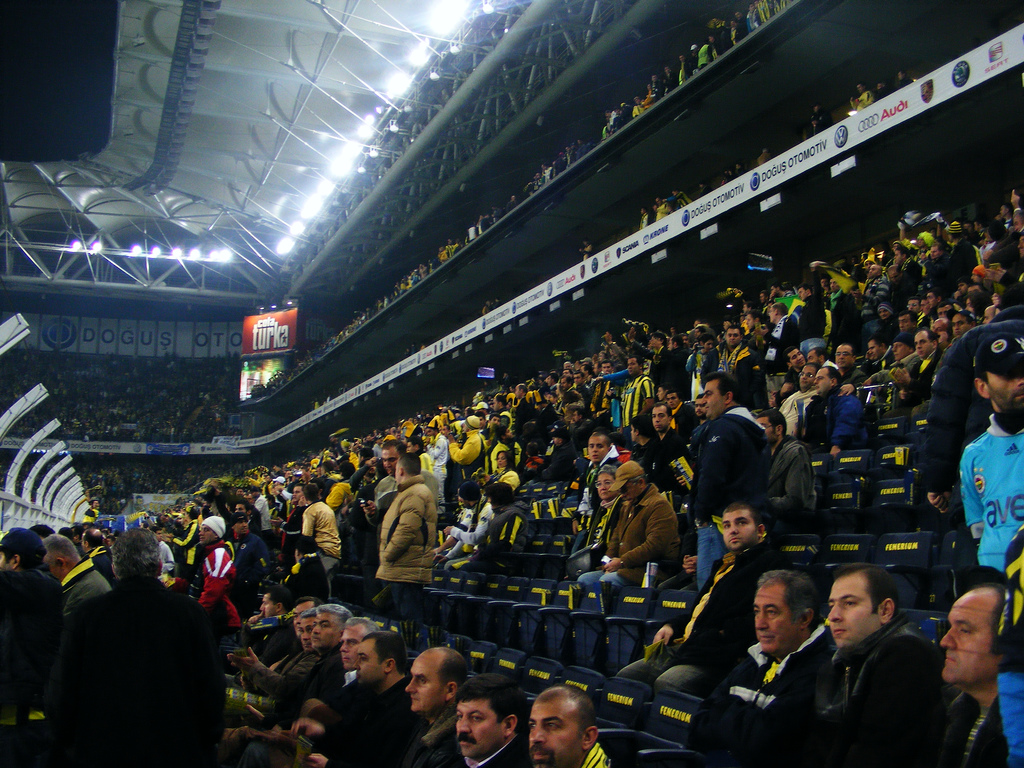
الملعب من الداخل
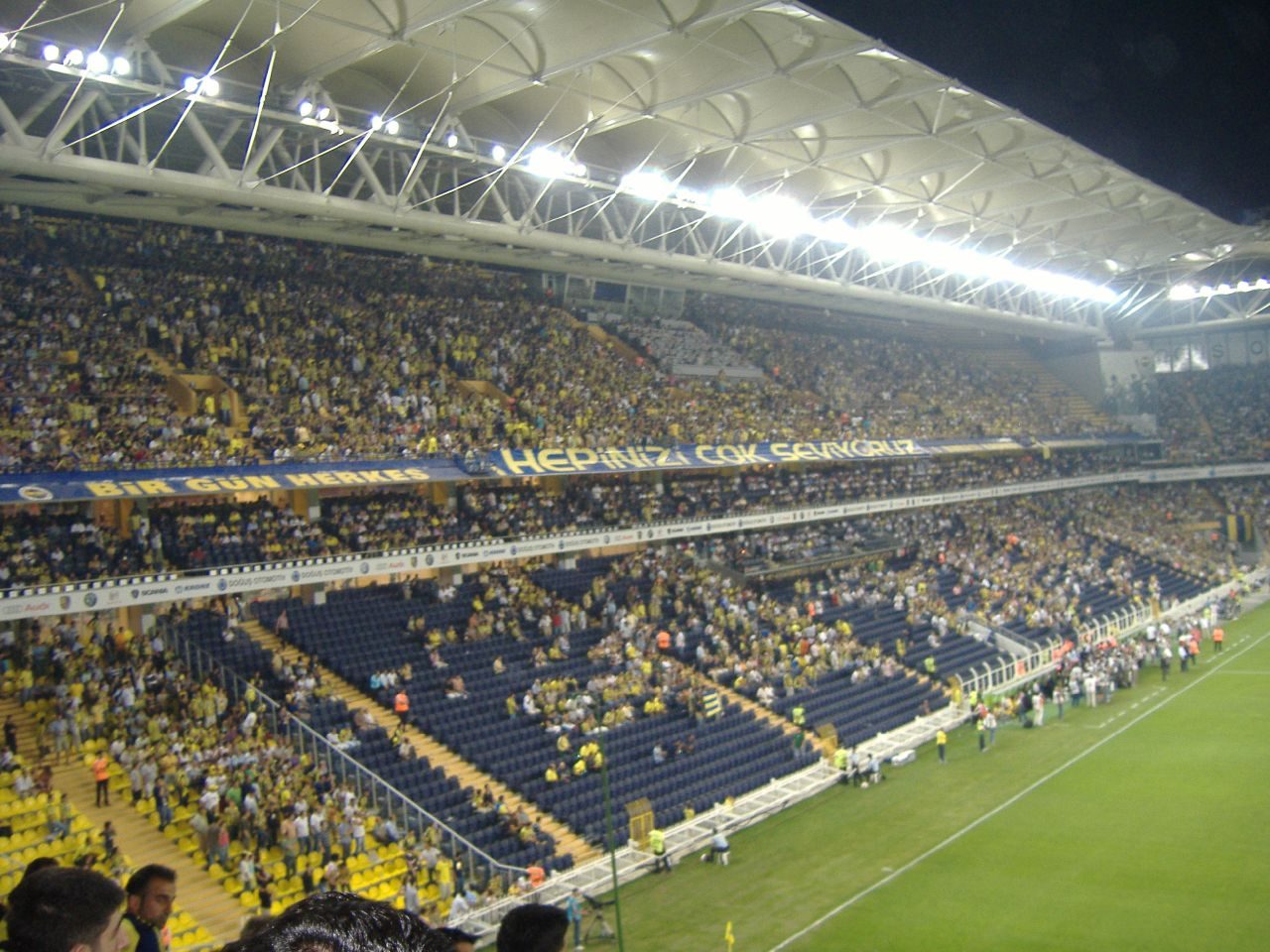
صورة للملعب
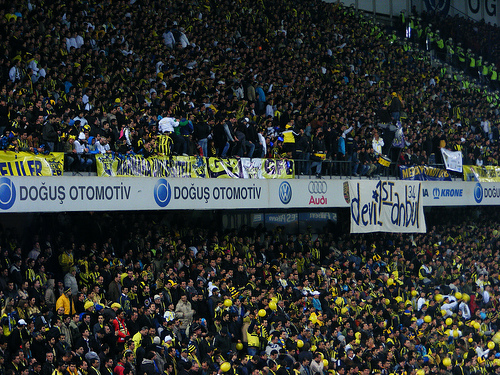
الملعب من الداخل
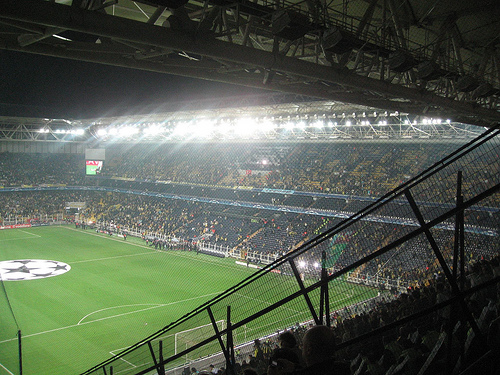
الملعب من الداخل
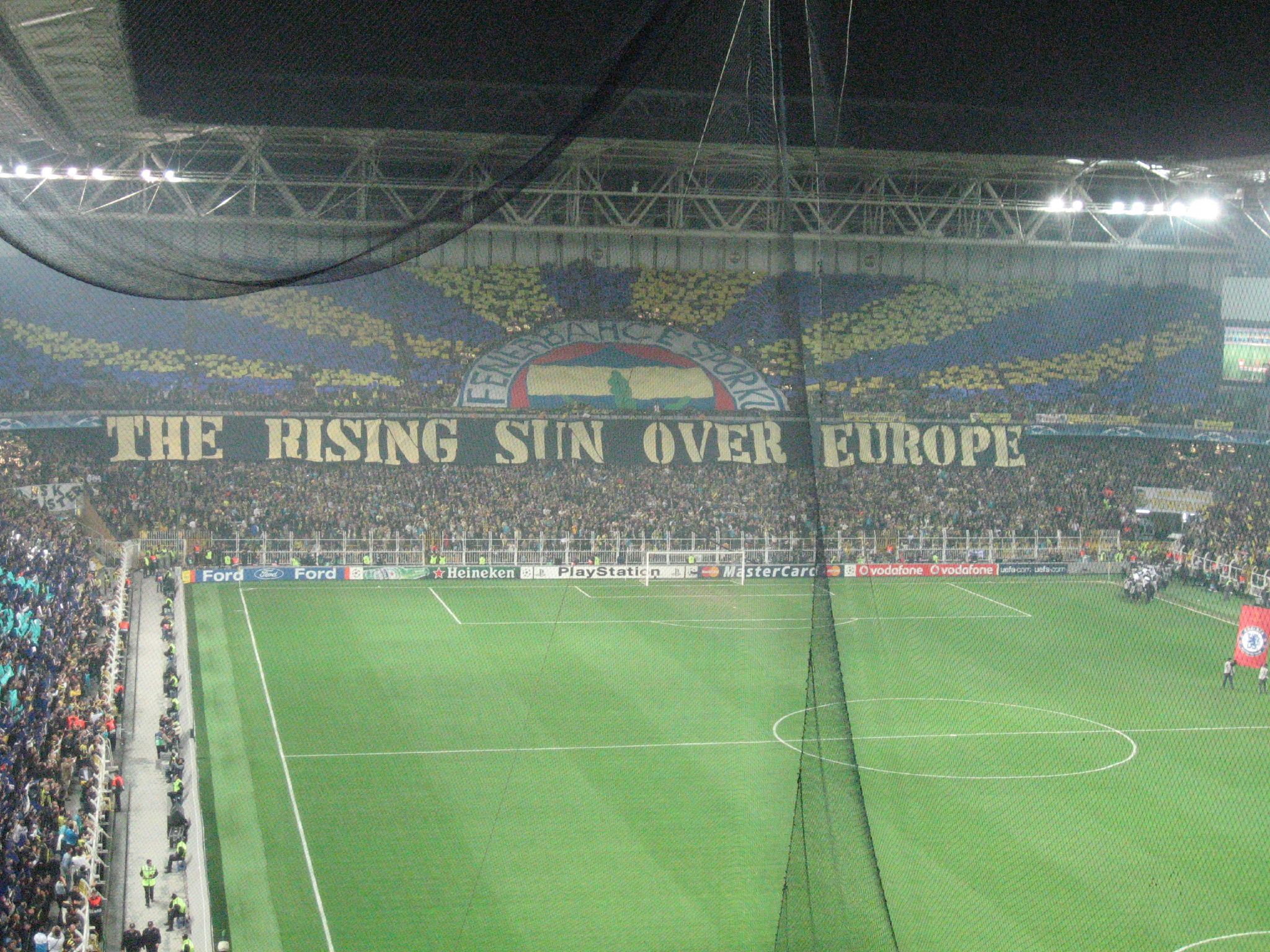
الملعب من الداخل
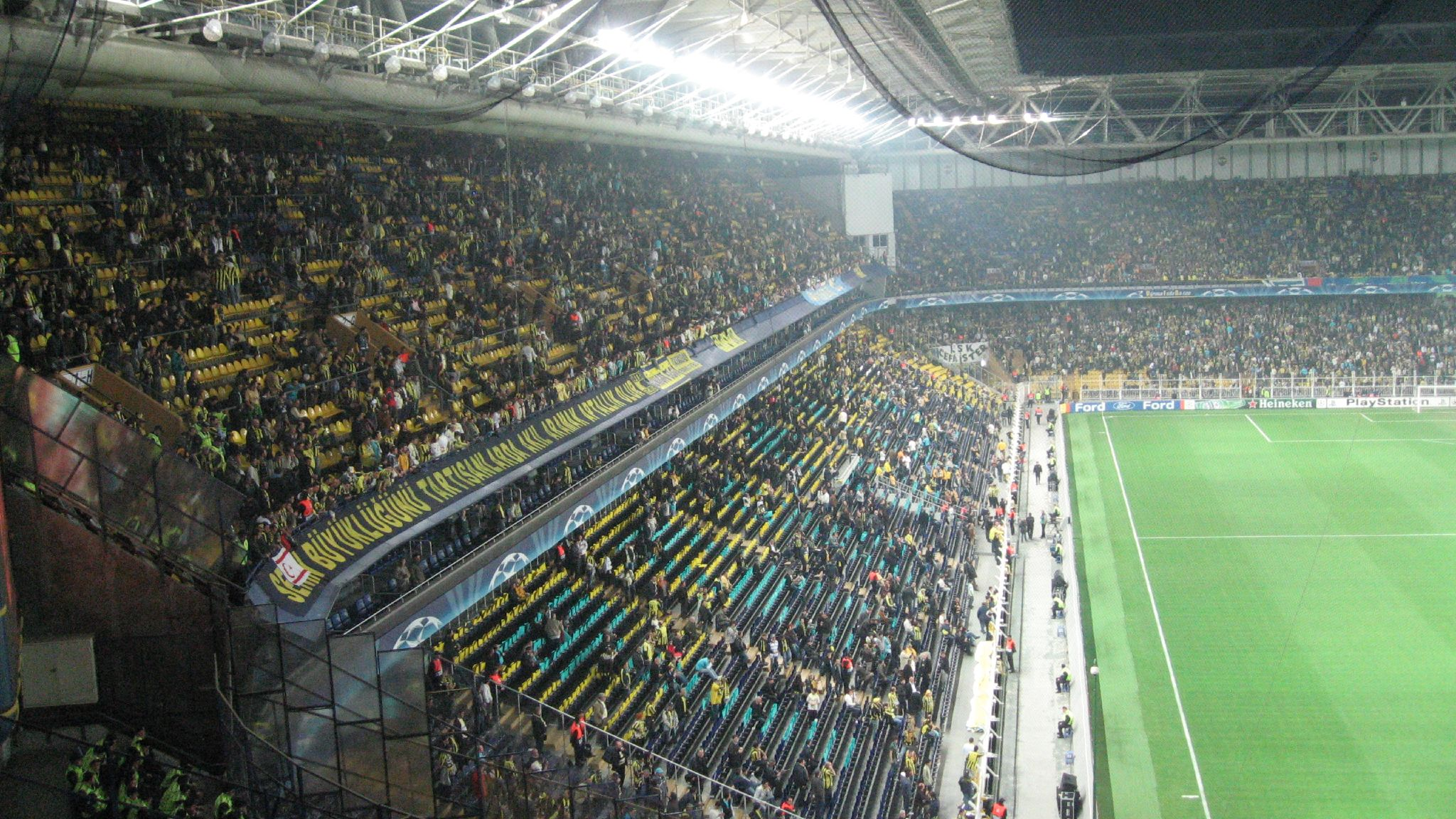
الملعب من الداخل
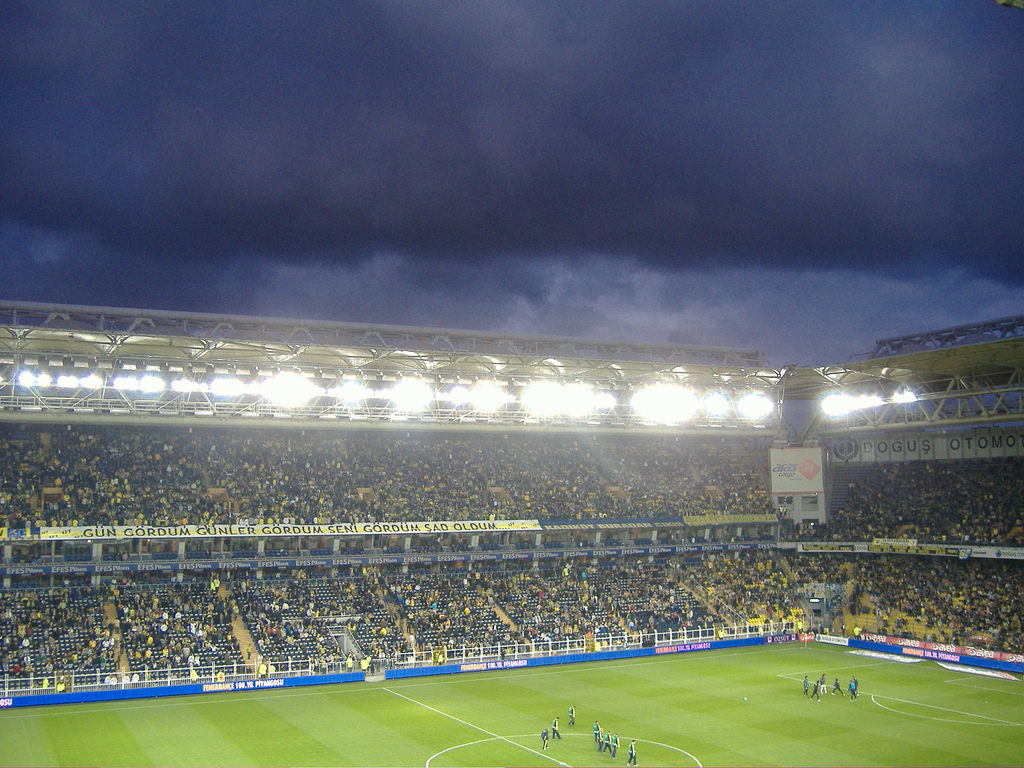
الملعب من الدخل